# Forsebia
Forsebia là một chi bướm đêm thuộc họ Erebidae.

## Các loài
- Forsebia perlaeta H. Edwards, 1882